# Dekan (religija)
Dekan je v Rimskokatoliški Cerkvi predstojnik dekanije, ki združuje več župnij, v drugem pomenu tudi dekan kapitlja. 
V evangeličanskih Cerkvah je dekan predsednik cerkvenega okrožja (superintendent).